# Nanobi
Els nanobis són petites estructures filamentoses que s'han trobat en roques i sediments. Existeix la hipòtesi que podrien ser les formes de vida, deu vegades més petites que els bacteris més petits coneguts. Van ser descoberts el 1996 per Philippa Uwins i col·legues de la Universitat de Queensland a Austràlia. Tindrien una morfologia semblant als actinomicets i els fongs, tot i que amb una mida diversos ordres de magnitud menor. Encara no s'ha provat que nanobacteris i els nanobis descrits per Uwins són realment organismes diferents. Moltes publicacions i diccionaris consideren les dues paraules com sinònims.
Els més petits no tindrien més de 20 nanòmetres de diàmetre. Alguns investigadors creuen que no són més que formes cristal·lines en creixement, però una pretesa troballa d'ADN en els nanobis podria estar indicant el contrari. Són semblants a les estructures de tipus biològic trobades en el famós meteorit de Mart ALH84001 trobat a l'Antàrtida. Alguns astrobiòlegs suggereixen que podria ser la prova de vida en aquest planeta. Recentment hi ha hagut interès del sector de la biotecnologia en l'ús comercial de nanobis per a l'ús en plàstics. Alguns investigadors opinen que organismes del tipus dels nanobis podrien estar implicats en certes malalties. Podrien ser responsables de la formació d'algunes pedres renals. Podrien fins i tot explicar la calcificació de les dents humanes i, per tant, ser fins i tot un útil simbiont probiòtic (com l'Acidophilus).

## Asseveracions
- Encara no és clar si se'l pot considerar com un ésser viu.[5] Contindria ADN o quelcom anàleg, i es reproduiria, però els científics encara divergeixen si és una estructura viua o no. Amb una mida d'uns 20 nanòmetre d'amplada, serien massa petits perquè continguin els elements bàsics d'un organisme (ADN, plasmidis, etc.), la qual cosa suggeriria que es podria reproduir per mitjans no convencionals.[6][2]
- Per certs, per al que concerrneix la presència d'ADN podria tractar-se d'una contaminació i no d'ADN propi, tot i això, New Scientist concloïa el 1999 que fos una hipòtesi interessant que almenys mereix més recerca.[7]